# 산죠 케이리
산죠 케이리(일본어: 三条 海里)/케이는 캐릭캐릭 체인지에 등장하는 미소년 캐릭터이다.

## 소개
J체어로 시골마을에서 온 남학생. 나이에 비해 묘하게 어른스러운 점이 있다. 예를 들면, 실제 이름을 부르지 않으며, 지적으로 보이기도 하고 나이에 비해서 키가 큰 것도 어른스러워 보이는데, 누나인 유카리가 이스터사에서 퇴직하고 산죠 프로덕션을 세운 후에는 더 이상 세이요에 있을 일이 없고 부모님과 친구들이 기다린다며 고향으로 돌아갔다. 히나모리 아무를 좋아하여 가디언 친구들과 헤어질 때 히나모리 아무에게 고백했지만 여행을 갔을 때 다시 한번 재등장하였다.

## 캐릭터 변신
사무라이 소울 / 나이트 소울
무사시와의 캐릭터변신. 무사시/무사가 인간으로 변한 모습.
- 이나즈마(번개) 블레이드 / 썬더 블레이드

번개와 칼에서 공격하는 기술로 어느 쪽이나 두 자루의 일본도를 사용.